# Museo de arte de Ōtsuka

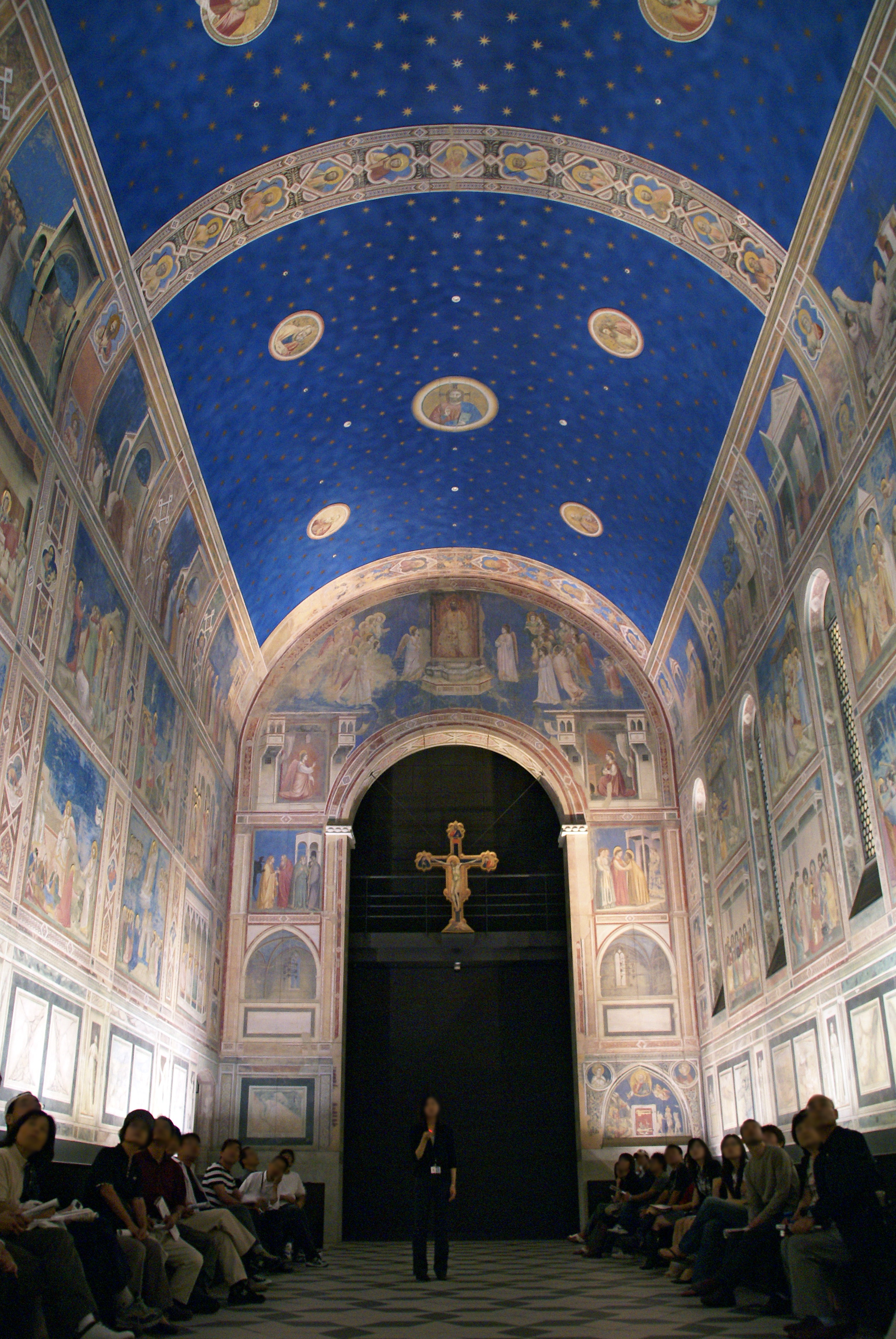
reproducción a tamaño natural de la capilla de los Scrovegni de Padua

El museo de arte de Ōtsuka (en japonés: 大塚国際美術館, romanizado: Ōtsuka Kokusai Bijutsukan) es un museo de Japón dedicado exclusivamente a la exposición de reproducciones de obras maestras del arte, ubicado en Naruto, en la prefectura de Tokushima. Es el espacio expositivo más grande del país. En cerca de  30 000 m² presenta más de mil reproducciones de cerámica en tamaño real de las principales obras de arte, incluida la capilla sixtina, la capilla de los Scrovegni de Padua, el triclinium de la Villa de los misterios y el Guernica. Las obras se copian mediante una operación de transferencia-impresión a partir de fotografías antes de ser cocidas y después retocadas. Un robot llamado Mr Art conduce a las visitas guiadas de una hora a través de las galerías. El costo del museo, financiado por el industrial Masahito Ōtsuka, asciende al equivalente de 400 millones de $ US.

## Descripción
El museo fue construido por el  grupo farmacéutico Otsuka para celebrar el 75.º aniversario de la fundación de la compañía. El museo está ubicado en el parque Naruto, parte del parque nacional de Setonaikai, con vista al mar Interior. El parque también es un afamado  santuario de aves.
El museo abrió sus puertas el 5 de abril de 1998. Expone más de mil copias de obras maestras del arte occidental de los últimos tres milenios, a lo largo de los cinco kilómetros de la visita. Entre las obras reproducidas, se encuentran interiores completos, a saber, la  capilla Sixtina, la capilla de los Scrovegni de Padua, los frescos de la iglesia de Nohant-Vic, la villa de los Misterios, Les Nymphéas de Monet del museo de la Orangerie.
Entre las muchas pinturas, también se encuentra La última cena de Leonardo da Vinci, en sus versiones antes y después de la restauración, la  Mona Lisa, El nacimiento de Venus  o una sala de Vermeer, y una sala reservada para los autorretratos de Rembrandt. Por último, hay salas temáticas, como trompe l'oeil y La femme fatale.

Reproducciones del museo
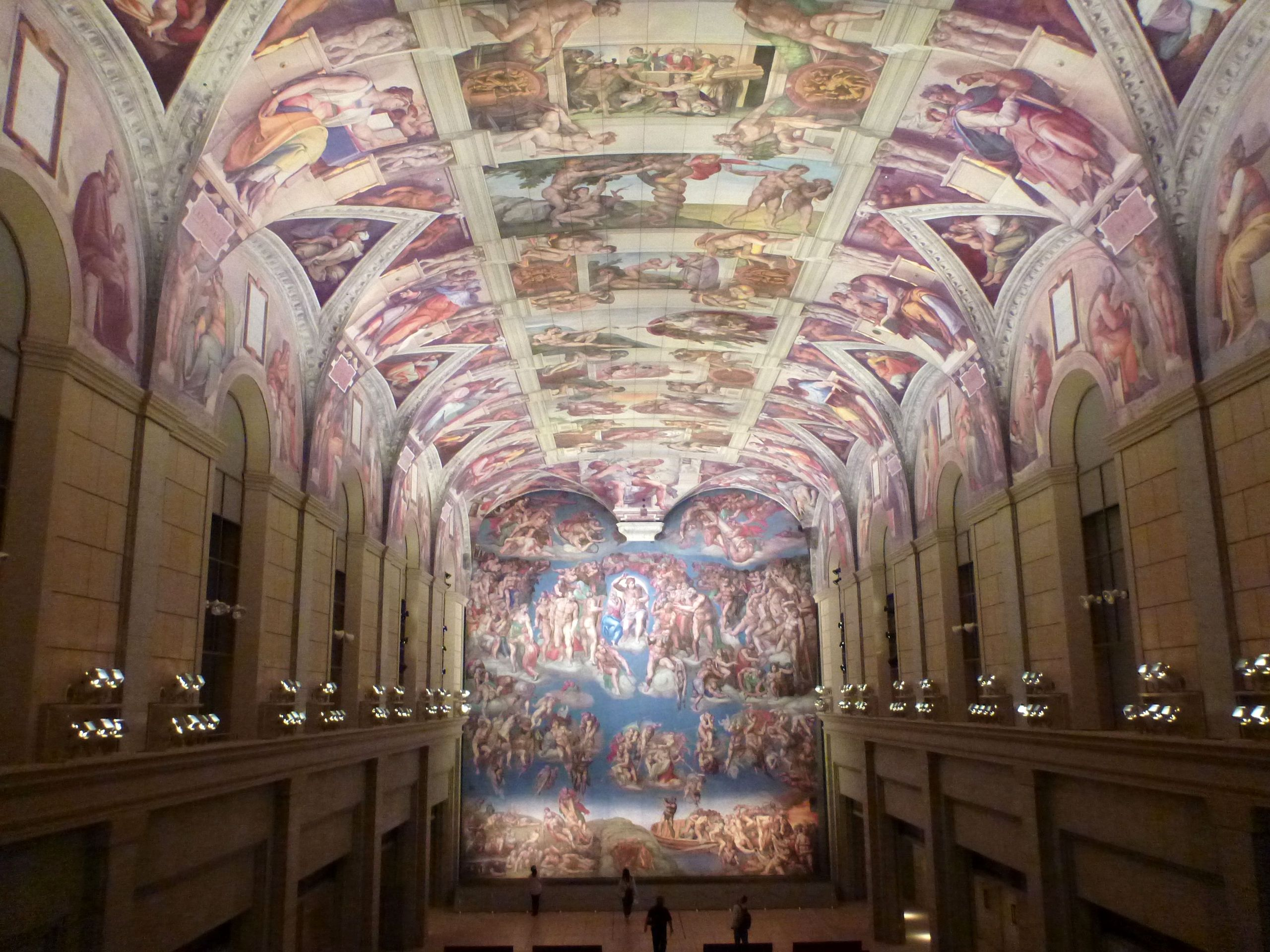
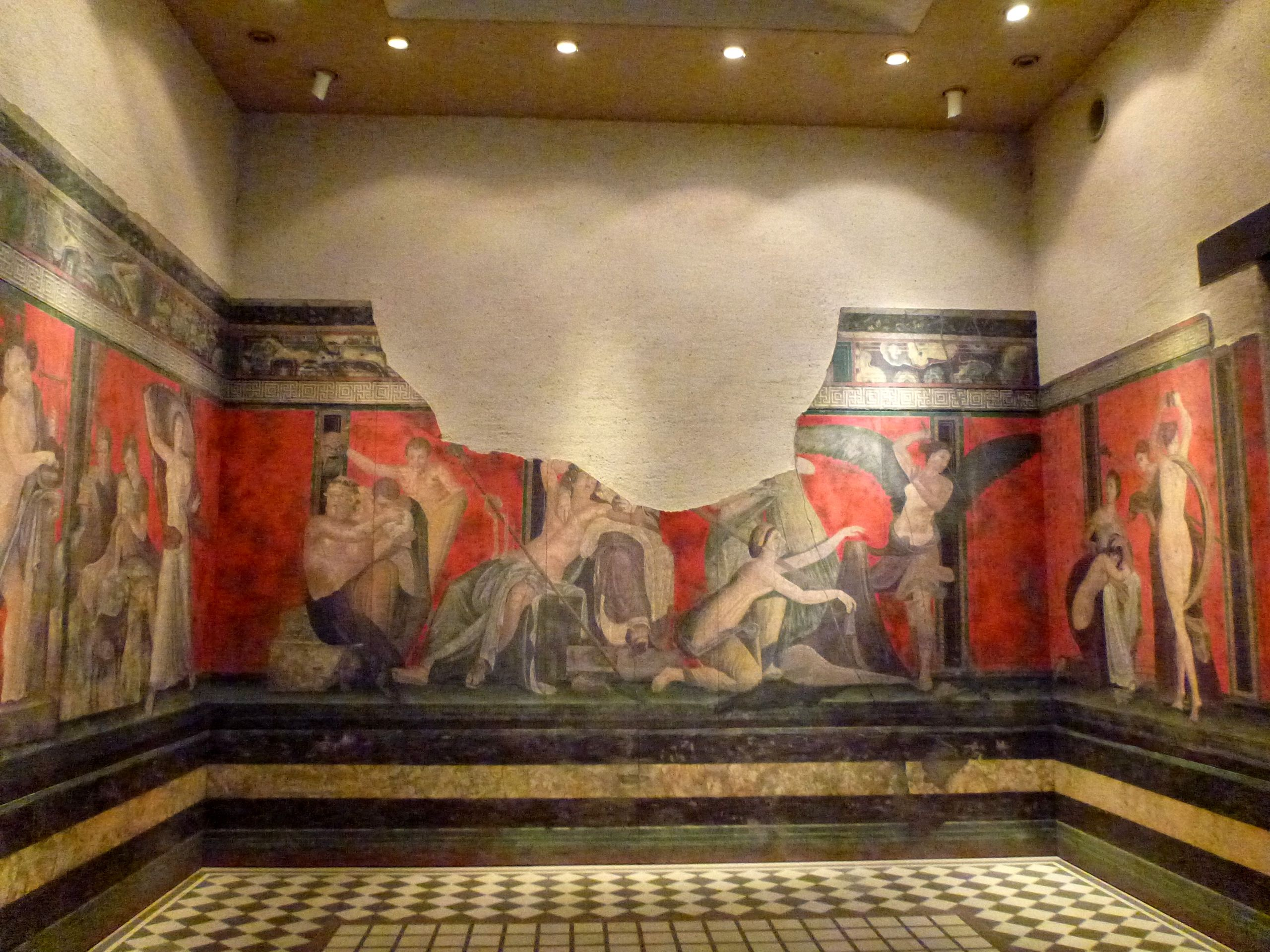
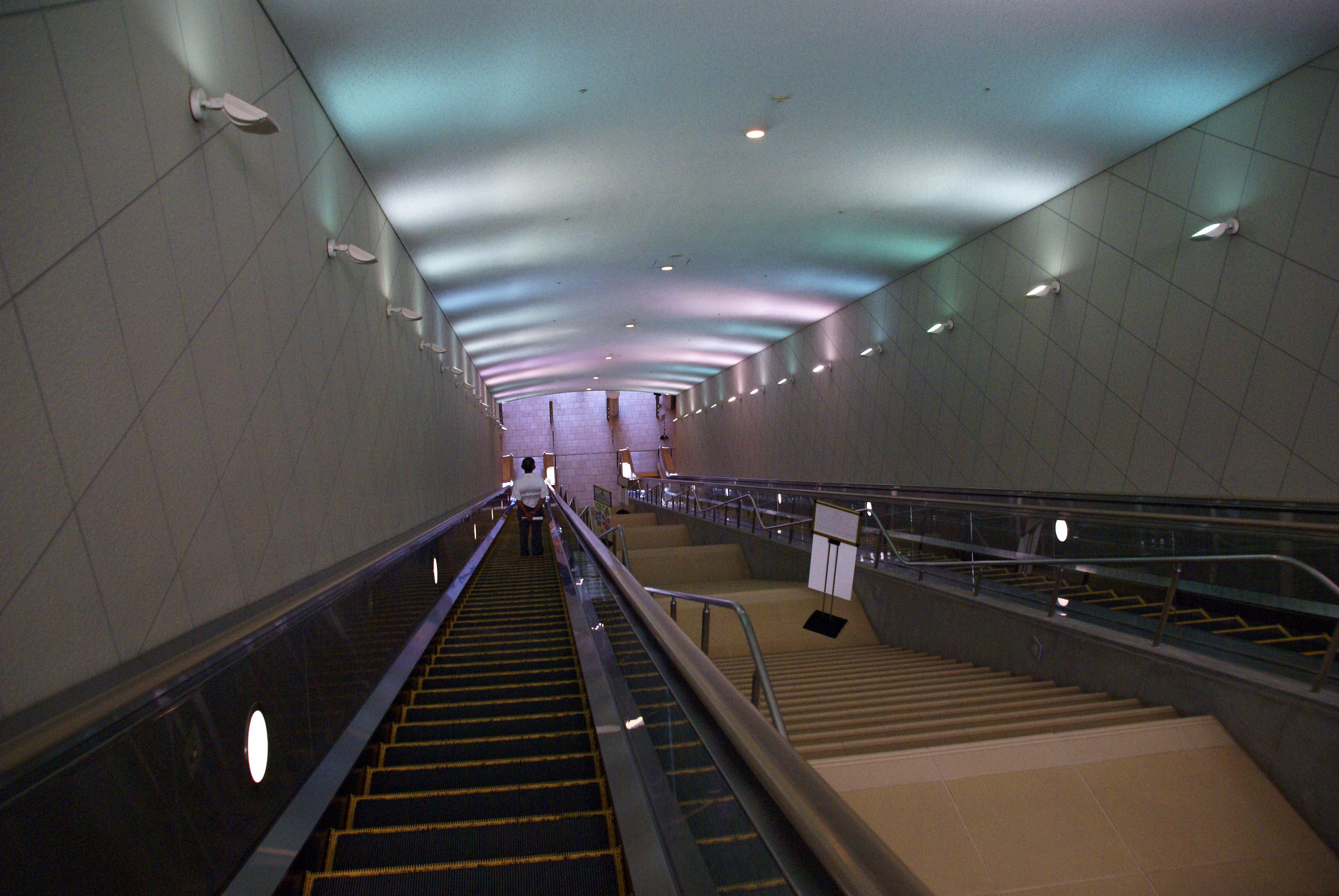

Vistas del exterior del museo
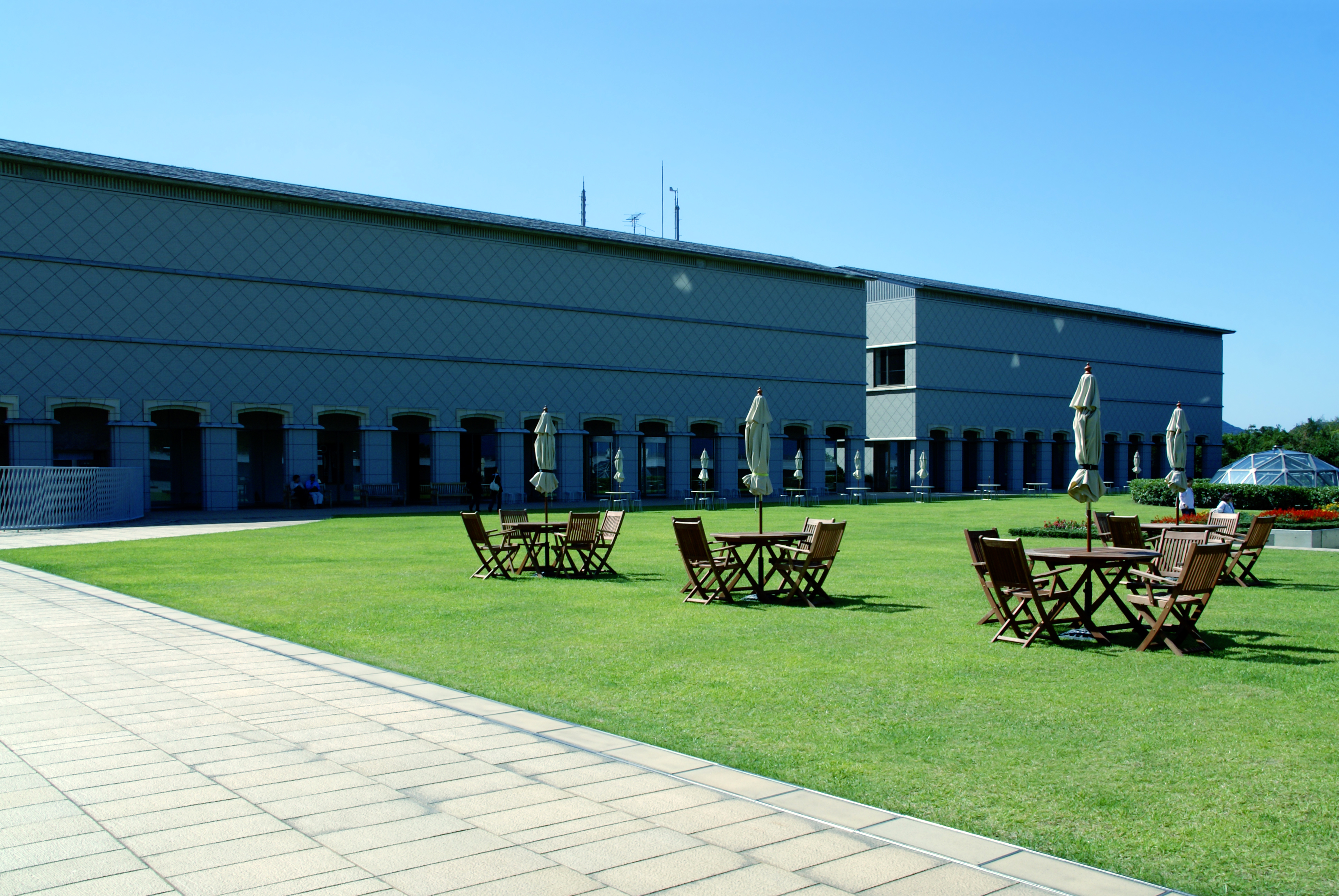
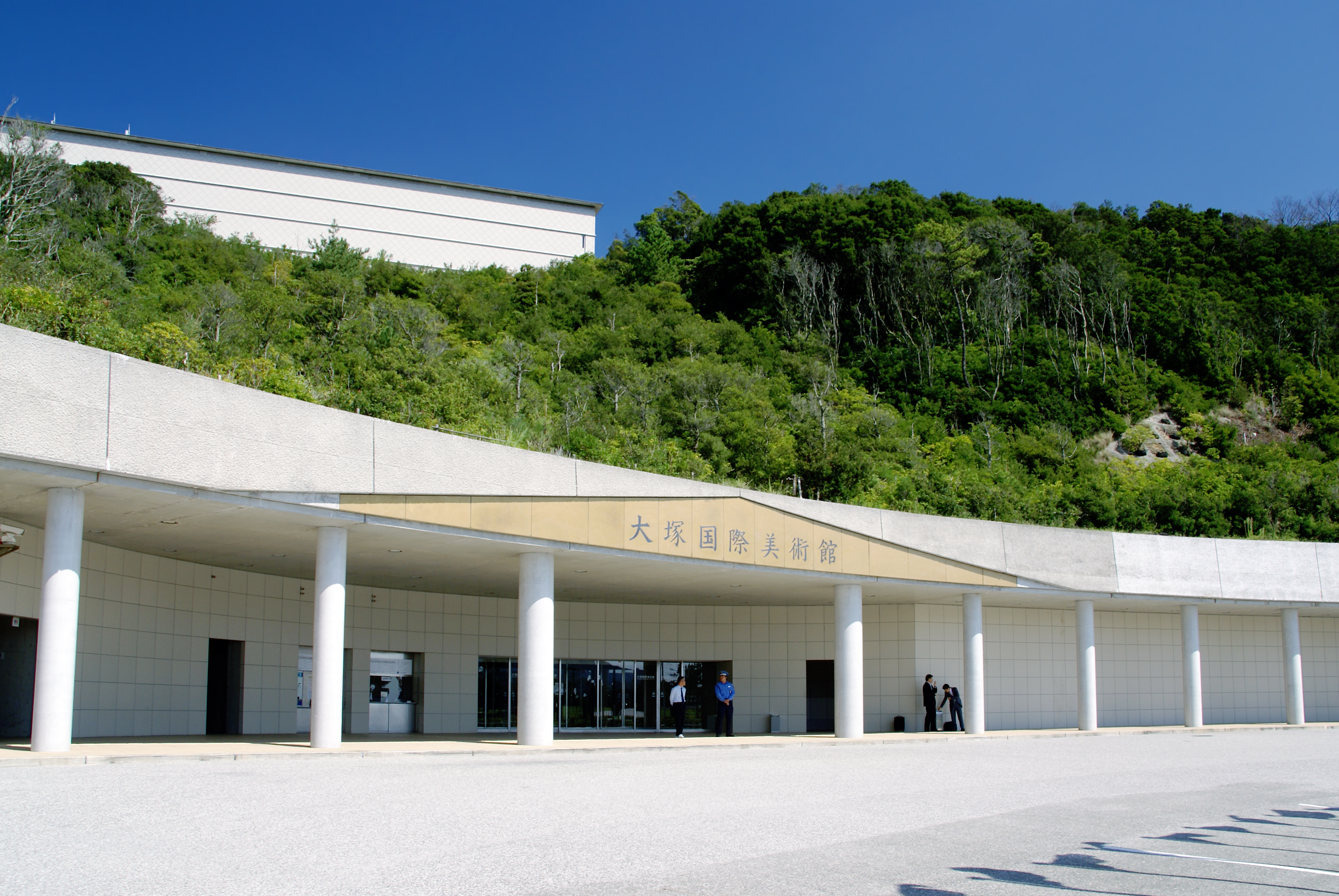
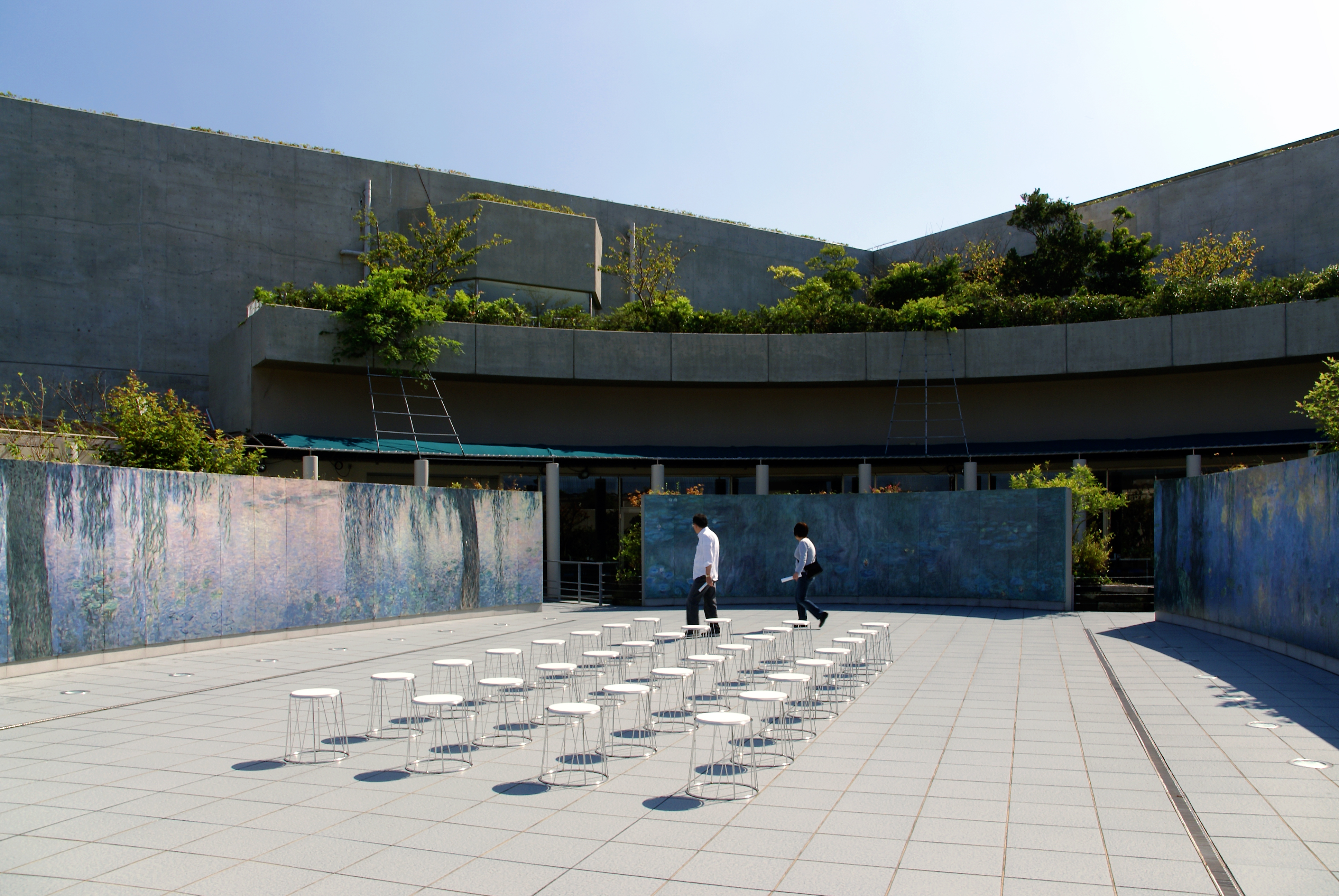
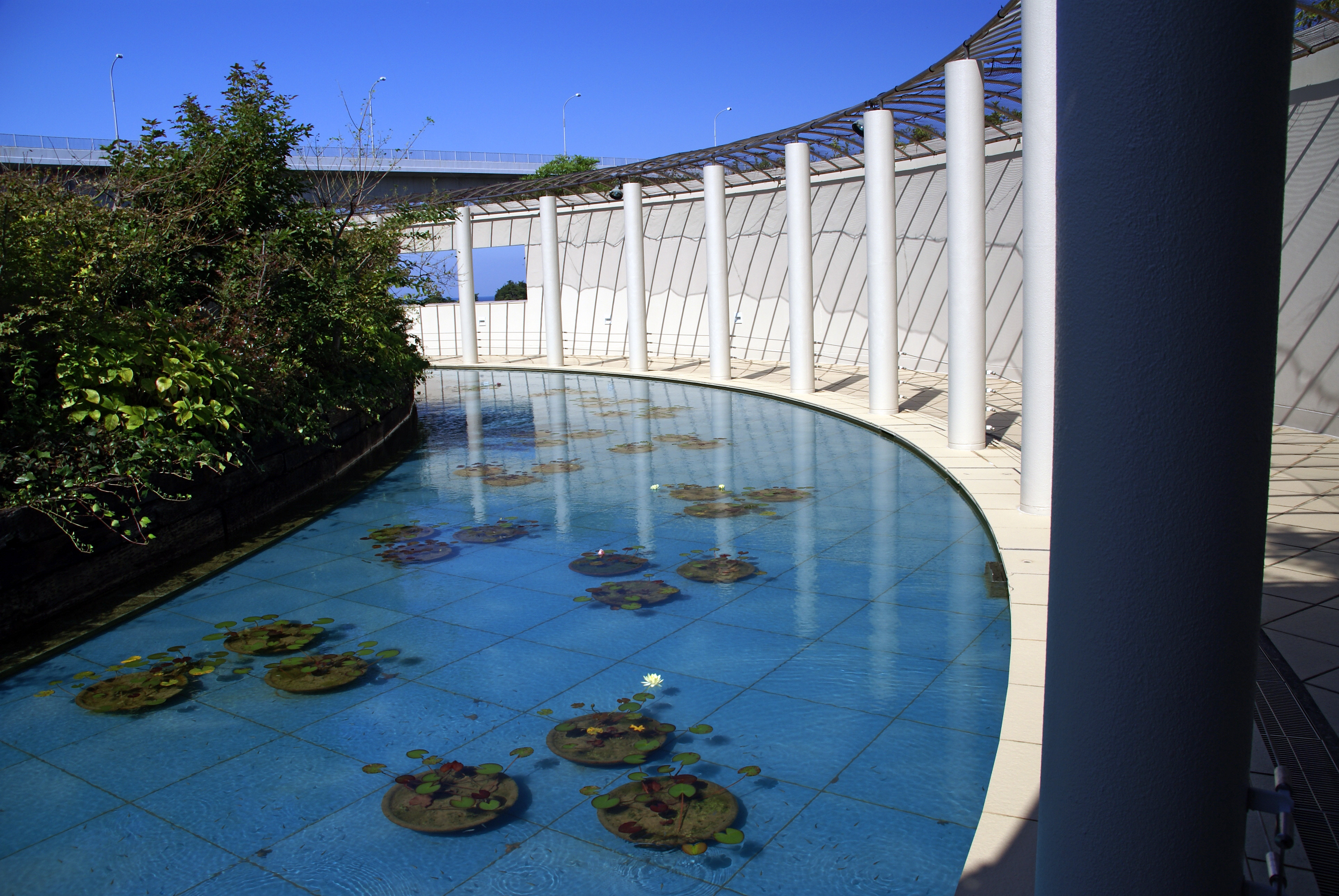